# Операция «Изотоп»
Операция «Изотоп» — освобождение 9 мая 1972 года израильским спецназом Сайерет Маткаль пассажирского рейса 572 авиакомпании «Сабена» с маршрутом Брюссель — Вена — Тель-Авив, захваченного палестинскими террористами из организации «Чёрный сентябрь».

## Захват
Захват самолёта был первой акцией «Чёрного сентября», направленной против Израиля (до того организация действовала в основном против иорданцев), к тому же это была первая атака в Израиле на самолёт иностранной компании. В результате захват застал врасплох израильскую разведку. Операцию спланировал глава отдела операций организации Али Хасан Саламех («Красный принц»), группу возглавлял Али Таха Абу-Снейна, участвовавший до того в двух угонах самолётов. Целью был выбран неизраильский самолёт, поскольку к тому времени стало известно, что на самолётах «Эль-Аля» присутствует вооружённая охрана.
8 мая 1972 года «Боинг-707» бельгийской авиакомпании «Сабена» выполнял рейс Брюссель — Вена — Тель-Авив. В Брюсселе на борт по фальшивым паспортам прошли четыре террориста, двое мужчин и две женщины. Вскоре после вылета из Вены двое боевиков прошли в туалет, где извлекли спрятанные на теле пистолеты, гранаты и пояса со взрывчаткой. Немедленно вслед за этим главарь группировки Абу Снейна ворвался с пистолетом в кабину пилота и объявил о похищении самолёта. В 17:15 самолёт приземлился в аэропорту Лод; на этом отрезке маршрута в самолёте было около 100 пассажиров и 10 членов экипажа.
Похитители потребовали освобождения 315 палестинцев, осуждённых и отбывающих заключение в Израиле. В случае невыполнения требования до 9 часов утра следующего дня террористы угрожали взорвать самолёт вместе с пассажирами.

## Освобождение

Эхуд Барак наблюдает за выводом заложников из освобождённого самолёта «Сабена 572»

Министр обороны Израиля Моше Даян приказал начать переговоры с похитителями. Одновременно велась подготовка операции по спасению заложников. Операции было присвоено кодовое название «Изотоп». За ночь на самолёт были установлены подслушивающие устройства, для предотвращения возможности взлёта были спущены колеса и слита жидкость из гидравлических систем. Бойцы «Сайерет Маткаль» отрабатывали штурм самолёта на таком же Боинге-707, стоявшем в закрытом ангаре на другом конце аэродрома.
Утром 9 мая угонщики потребовали провиант и топливо. В ЦАХАЛ сочли это удобной возможностью для сравнительно безопасного штурма. После того, как в поле зрения самолёта появилась группа израильских солдат, выдаваемых за освобождённых заключённых-палестинцев, переговорная группа смогла убедить террористов, что самолёт нуждается в техническом обслуживании для обеспечения возможного отлета. В 16:00 по местному времени группа из 16 бойцов подразделения «Сайерет Маткаль» приблизилась к самолёту. Бойцы были одеты в белые комбинезоны авиатехников (их оружие было спрятано под одеждой). Группу сопровождал представитель Красного Креста, который не был официально извещен о предстоящем штурме. Спецназовцев возглавлял будущий премьер-министр Израиля Эхуд Барак.
В течение 90 секунд спецназ тремя группами овладел самолётом, обезвредив гранаты и взрывные устройства террористов. Во время штурма две женщины-террористки были захвачены, ещё два террориста были убиты. Три пассажира получили ранения в ходе перестрелки (одно из них — смертельное). При штурме случайным выстрелом одного из спецназовцев был ранен офицер «Сайерет Маткаль», будущий премьер-министр Биньямин Нетаньяху.
Операция вошла в историю как первое удачное освобождение самолёта с пассажирами на борту, захваченного террористами. Руководитель террористов Али Таха Абу-Санайна в начале штурма заперся в туалете, где и был застрелен прямо через дверь. Эта история дала повод журналистам если и не оспаривать у Владимира Путина авторство фразы «Мочить в сортире» в пользу Эхуда Барака, то по крайней мере, утверждать, «что знаменитая фраза Президента России „мочить в сортире“ — оттуда, из клозета „Сабены“».

## Последствия
Обе захваченные террористки были осуждены на пожизненное заключение, но освобождены в рамках обмена пленными после Ливанской войны.
Три недели спустя боевиками Японской Красной Армии была устроена бойня в аэропорту Лод. В дальнейшем участвовавший в подготовке теракта НФОП заявил, что эта акция являлась местью за смерть двух боевиков, убитых израильтянами в ходе операции «Изотоп».
Спустя 4 месяца после провала угона самолёта боевики «Чёрного сентября» захватили в заложники израильских спортсменов, участвовавших в Мюнхенской Олимпиаде, убив в ходе захвата двоих из них. Основным требованием при этом выдвигалось освобождение содержавшихся в то время в израильских тюрьмах 232 членов Организации освобождения Палестины и двух немецких террористов, а также 16 заключённых в тюрьмах Западной Европы. Требования не были выполнены и на этот раз, но в результате непрофессиональных действий силовых структур ФРГ в ходе операции по освобождению все заложники погибли.